# Csaba Csuzdi
 (février 2024).
La mise en forme du texte ne suit pas les recommandations de Wikipédia : il faut le « wikifier ».
Les points d'amélioration suivants sont les cas les plus fréquents. Le détail des points à revoir est peut-être précisé sur la page de discussion.
- Les titres sont pré-formatés par le logiciel. Ils ne sont ni en capitales, ni en gras.
- Le texte ne doit pas être écrit en capitales (les noms de famille non plus), ni en gras, ni en italique, ni en « petit »…
- Le gras n'est utilisé que pour surligner le titre de l'article dans l'introduction, une seule fois.
- L'italique est rarement utilisé : mots en langue étrangère, titres d'œuvres, noms de bateaux, etc.
- Les citations ne sont pas en italique mais en corps de texte normal. Elles sont entourées par des guillemets français : « et ».
- Les listes à puces sont à éviter, des paragraphes rédigés étant largement préférés. Les tableaux sont à réserver à la présentation de données structurées (résultats, etc.).
- Les appels de note de bas de page (petits chiffres en exposant, introduits par l'outil «  Source ») sont à placer entre la fin de phrase et le point final[comme ça].
- Les liens internes (vers d'autres articles de Wikipédia) sont à choisir avec parcimonie. Créez des liens vers des articles approfondissant le sujet. Les termes génériques sans rapport avec le sujet sont à éviter, ainsi que les répétitions de liens vers un même terme.
- Les liens externes sont à placer uniquement dans une section « Liens externes », à la fin de l'article. Ces liens sont à choisir avec parcimonie suivant les règles définies. Si un lien sert de source à l'article, son insertion dans le texte est à faire par les notes de bas de page.
- La présentation des références doit suivre les conventions bibliographiques. Il est recommandé d'utiliser les modèles {{Ouvrage}}, {{Chapitre}}, {{Article}}, {{Lien web}} et/ou {{Bibliographie}}. Le mode d'édition visuel peut mettre en forme automatiquement les références.
- Insérer une infobox (cadre d'informations à droite) n'est pas obligatoire pour parachever la mise en page.

Pour une aide détaillée, merci de consulter Aide:Wikification.
Si vous pensez que ces points ont été résolus, vous pouvez retirer ce bandeau et améliorer la mise en forme d'un autre article.
Csaba Csuzdi, (5 janvier 1959-), biologiste hongrois, est un des plus grands spécialistes actuels de l'évolution et de la systématique des vers de terre, notamment d'Amérique du Sud et du Moyen-Orient. Il fut l'étudiant d'Andras Zicsi.

## Liste complète des travaux de Csaba Csuzdi
Cette bibliographie recense trop d'ouvrages (février 2024). Les ouvrages doivent être de « référence » dans le domaine du sujet de l'article. Il peut être souhaitable de les insérer dans une référence et de les enlever de la section « bibliographie ». Il peut être également utile de créer un article bibliographique spécifique.

### 1985-1989
- 1. Csuzdi, Cs. /1986/: Über ein Vorkommen von Microscolex phosphoreus /Duges, 1837/ /Oligochaeta: Acanthodrilidae/ in Ungarn. - Opusc. Zool. Budapest, 22: 63-66.
- 2. Zicsi, A. - Csuzdi, Cs. /1986/: Regenwürmer aus Bulgarien /Oligochaeta: Lumbricidae/. - Opusc. Zool. Budapest, 22:113-121.
- 3. Zicsi, A. - Csuzdi, Cs. /1986/: Neue Eminoscolex-Arten aus dem Kongo-Gebiet /Oligochaeta: Eudrilidae/. - Acta Zool. Hung. 32(1-2): 181-205.
- 4. Zicsi, A. - Csuzdi, Cs. /1986/: Weitere Angaben zur Regenwurmfauna des Kongo-Gebietes /Oligochaeta: Eudrilidae und Glossoscolecidae/. - Acta Zool. Hung. 32(3-4): 385-412.
- 5. Luc, Ph. - Kassai, T. - Csuzdi, Cs. /1987/: Baromfiudvarokból gyüjtött giliszták fonálféreg lárvákkal való fertôzöttségének vizsgálata. - Magyar Állatorvosok Lapja, 41(9): 519-524.
- 6. Csuzdi, Cs. /1987/: Data to the reproductive biology of Dendrobaena hortensis /Michaelsen 1890/ /Oligochaeta: Lumbricidae/. - In: Soil Fauna and Soil Fertility. proc. of the 9th. int. colloquium on Soil Zoology. Moscow "Nauka", p. 300-304.
- 7. Zicsi, A. - Csuzdi, Cs. /1987/: Neue und bekannte Glossoscoleciden-Arten aus Südamerika. 2. /Oligochaeta: Glossoscolecidae/. - Acta Zool. Hung. 33/1-2/: 269-275.
- 8. Csuzdi, Cs. /1988/: Über die Bestimmung der Konsummenge von Eisenia foetida /Sav. 1826/ /Ologichaeta: Lumbricidae/. -Opusc. Zool. Budapest, 23: 137-139.
- 9. Csuzdi, Cs. - Zicsi, A. /1988/: Weitere Angaben zur Lebensweise von Dendrobaena hortensis /Michaelsen, 1890/ /Oligochaeta: Lumbricidae/. - Opusc. Zool. Budapest, 23: 141-147.
- 10. Zicsi, A. - Csuzdi, Cs. /1988/: Über einige Thamnodrilus-Arten und andere Regenwürmer aus Ekuador /Oligochaeta: Glossoscolecidae, Lumbricidae, Megascolecidae/ Regenwürmer aus Südamerika, 3. - Opusc. Zool. Budapest, 23: 209-218.
- 11. Csuzdi, Cs. - Zicsi, A. /1989/: Neue Dichogaster-Arten aus der Kongo-Region /Oligochaeta: Octochaetidae/. - Mitt. hamb. zool. Mus. Inst., 86: 133-152.
- 12. Zicsi, A. - Csuzdi, Cs. /1989/: Eine neue Wegeneriella-Art aus dem Kongo-Gebiet /Oligochaeta: Octochaetidae/. - Miscellanea Zool. Hung. 5: 29-31.

### 1990-1994
- 13. Zicsi, A. - Dózsa-Farkas, K. - Csuzdi, Cs. /1990/: Terrestrial Oligochaeta from the nature conservation areas of Bátorliget /NE Hungary/ - in: The Bátorliget Nature Reserves - after forty years, 1990, p. 215-220.
- 14. Csuzdi, Cs. - Zicsi, A. /1991/: Über die Verbreitung neuer und bekannter Dichogaster und Eutrigaster Arten aus Mittel und Südamerika /Oligochaeta: Octochaetidae/. Regenwürmer aus Südamerika 15.- Acta Zool. Hung., 37(3-4): 177-192.
- 15. Csuzdi, Cs. - Zicsi, A. /1991/: Die Bedeutung der Regenwurmart Eisenia lucens (Waga 1857) bei der Zersetzung von Holz-abfällen. - In: Advances in Management and Conservation of Soil Fauna, Ed: G.K.Veeresh, D.Rajagopal,C.A.Viraktamath, Oxford IBH Publ
- 16. Zicsi, A.- Csuzdi, Cs. /1991/: Der erste Wiederfund von Zapotecia amecamecae Eisen 1900 aus Mexiko /Oligochaeta: Acanthodrilidae/. - Misc. Zool. Hung., Budapest, 6: 31-34.
- 17. Csuzdi, Cs. /1991/: Eine neue Dichogaster-Art aus Tansanien /Oligochaeta: Octochaetidae/. - Opusc. Zool. Budapest, 24: 89-95.
- 18. Csuzdi, Cs. /1992/: Neue Angaben zur Regenwurmfauna des Kongo-Gebietes /Oligochaeta: Octochaetidae/. - Opusc. Zool. Budapest, 25: 45-49.
- 19. Csuzdi, Cs. /1993/: Über die taxonomischen Probleme einiger amphiatlantischer Regenwurm-Gattungen /Oligochaeta, Octochaetidae/. Regenwürmer aus Südamerika 18. - Acta Zool. Hung. 39(1-4): 61-69.
- 20. Janossy, L., Szél, Gy. & Csuzdi, Cs. /1993/: The possibility of biomonitoring enviromental pollution of Budapest.- In Ecotoxicology and enviromental chemistry, a global perspective. Abstract book of the first SETAC Congress, Lisbon, p. 196.
- 21. Csuzdi, Cs. - Zicsi, A. /1994/: Revision der Gattung Benhamia Michaelsen, 1889 /Oligochaeta: Octochaetidae/. -Revue suisse de Zoologie, 101(1): 215-231.
- 22. Csuzdi, Cs. - Zicsi, A. /1994/: Neue Dichogaster Arten aus dem Upemba National Park, Zaire (Oligochaeta: Octochaetidae).- Mitt. hamb. zool. Mus. Inst., 89(suppl.2):47-53.
- 23. Csuzdi, Cs. /1994/: Neue Eutrigaster Arten aus Kuba und ihre zoogeographische beziehungen. (Oligochaeta: Octochaetidae). Regenwürmer aus Südamerika 22. - Mitt. hamb. zool. Mus. Inst., 89(suppl. 2): 63-70.

### 1995-1999
- 24. Csuzdi, Cs. /1995/: A catalogue of Benhamiinae species (Oligochaeta: Acanthodrilidae).- Ann. Naturhist. Mus. Wien, 97B:99-123.
- 25. Csuzdi, Cs. /1995./: Neue und wenig bekannte Regenwürmer aus Senegal und Sierra Leone (Oligochaeta, Acanthodrilidae: Benhamiinae).- Opusc. Zool. Budapest, 27-28:25-40.
- 26. Janossy, L., Bittó, A., Szél, Gy. & Csuzdi, Cs. /1995/: Urban soil biomonitoring by beetle and earthworm populations.- In: Ecological processes: Current status and perspectives. Abstracts of the 7th EurECo, Budapest, p. 252.
- 27. Szlávecz, K., Pobozsny, M. & Csuzdi, Cs. /1995/: Woody debris as food source for soil invertebrates.- In: Ecological processes: Current status and perspectives. Abstracts of the 7th EurECo, Budapest, p. 123.
- 28. Csuzdi, Cs. /1995/: The earthworm fauna of the Orség Landscape Conservation Area (Oligochaeta, Lumbricidae).- Savaria, 22(2):37-42.
- 29. Csuzdi, Cs. /1996/: Revision der Unterfamilie Benhamiinae Michaelsen, 1897 (Oligochaeta: Acanthodrilidae). - Mitt. Zool. Mus. Berlin, 72:347-367.
- 30. Csuzdi, Cs. /1996/: Beiträge zur Kenntnis der Regenwurm-Fauna des Kongo-Gebietes (Oligochaeta: Acanthodrilidae, Benhamiinae).- Mitt. hamb. zool. Mus. Inst., 93:7-16.
- 31. Pavlícek, T., Csuzdi, Cs., Smooha, G., Beiles, A. & Nevo, E. /1996/: Biodiversity and microhabitat distribution of earthworms at "Evolution Canyon", a Mediterranean microsite, Mt. Carmel. Israel.- Israel J. Zool., 42:449-454.
- 32. Pavlícek, T., Csuzdi, Cs., & Nevo, E. /1997/: The first recorded earthworms from Negev and Sinai.- Israel J. Zool., 43: 1-3.
- 33. Csuzdi, Cs. /1997/: Neue und bekannte Regenwürmer aus dem Naturhistorischen Museum, London (Oligochaeta: Acanthodrilidae).- Opusc. Zool. Budapest, 29-30:35-47.
- 34. Zicsi, A. & Csuzdi, Cs. /1997/: Über weitere Riesenregenwürmer aus Ekuador (Oligochaeta: Glossoscolecidae). Regenwürmer aus Südamerika 28.- Ber. nat-med. Verein Innsbruck, 84:81-103.
- 35. Dózsa-Farkas, K.; Andrássy, I.; Csuzdi, Cs.; Farkas, J.; Merkl, O.; Pobozsnyi, M. & Zicsi, A. (1998): A parti túrzások állatközösségeinek szezonális dinamikája és szerepe a természetes dekompozícióban. In. A balaton kutatásának 1997-es eredményei. Ed
- 36. Zicsi, A., Dózsa-Farkas, K. & Csuzdi, Cs. /1999/: Terrestrial Oligochaetes of the Aggtelek National Park. In: The Fauna of the Aggtelek National Park. pp. 39–43.
- 37. Zicsi, A. & Csuzdi, Cs. /1999/: Neue und bekannte Regenwürmer aus verschiedenen Teilen Südamerikas (Oligochaeta). Regenwürmer aus Südamerika 26.- Senckenbergiana Biol., 78 (1/2): 123-134.
- 38. Pavlicek, T., Csuzdi, Cs. & Nevo, E. /1999/: Species richness, distribution, and biomass of earthworms in Israel (abstract).- Isr. J. Zool., 45:318-319.
- 39. Csuzdi, Cs., Pavlicek, T. & Nevo, E. /1999/: A new earthworm species Dendrobaena rothschildae sp. nov. from Israel, and comments on the distribution of Dendrobaena species in the Levant (Oligochaeta: Lumbricidae).- Opusc. Zool.. Budapest, 31: 25-32.
- 40. Csuzdi, Cs. & Pavlicek, T. /1999/: Earthworms from Israel and the neighbouring countries. I. Genera Dendrobaena Eisen, 1874 and Bimastos Moore, 1891 (Oligochaeta: Lumbricidae).- Israel J.Zool. 45: 467-486.
- 41. Zicsi, A. & Csuzdi, Cs. /1999/: Hexachyloscolex gen et sp. n. –eine neue Regenwurmgattung aus Ekuador (Oligochaeta: Glossoscolecidae). Regenwürmer aus Südamerika 31.- Ber. nat-med. Verein Innsbruck, 86: 123-126.
- 42. Zicsi A. & Csuzdi, Cs. /1999/: Weitere Angaben zur Regenwurmfauna Frankreichs sowie die Beschreibung fünf neuer Arten (Oligochaeta: Lumbricidae.)- Rev. suisse Zool. 106(4): 983-1003.

### 2000-2004
- 43 Csuzdi, Cs. /2001/: The first recorded earthworms from Burkina Faso with description of a new species (Oligochaeta: Eudrilidae, Acanthodrilidae). - Misc. Zool. Hung., 13: 29-35.
- 44. Zicsi, A & Csuzdi, Cs. (2000): Weitere neue und wenig bekannte Regenwurmarten aus dem Upemba National park, Republik Kongo (Oligochaeta). – Ber. Nat.-med. Verein Innsbruck 87: 119-131.
- 45. Csuzdi, Cs. (2000): A review of Benhamiinae earthworms in the collection of the Natural History Museum, London (Oligochaeta: Acanthodrilidae: Benhamiinae). – Opusc. Zool. Budapest, 32: 51-80.
- 46. Zicsi, A. & Csuzdi, Cs. (2001): Weitere Angaben zur Regenwurmfauna Chiles (Oligochaeta: Acanthodrilidae, Lumbricidae). Regenwürmer aus Südamerika 33. - Ber. Nat.-med. Verein Innsbruck 88: 129-140.
- 47. Csuzdi Cs. & Pavlicek, T (2002): Murchieona minuscula (Rosa, 1906), a newly recorded earthworm from Israel, and distribution of the genera Dendrobaena and Bimastos in Israel (Oligochaeta, Lumbricidae). - Zoology in the Middle East 25: 105-114.
- 48. Zicsi, A., Csuzdi, Cs. & Feijoo Martinez, A. (2002): Neue und bekannte Riesenregenwürmer aus Kolumbien, Ekuador und Peru (Oligochaeta: Glossoscolecida) Regenwürmer aus Südamerika 35. - Rev. suisse Zool., 109(4): 785-796.
- 49. Zicsi, A. & Csuzdi, Cs. (2003): Über eine neue Xibaro Art aus Ekuador (Oligochaeta: Ocnerodrilidae). Regenwürmer aus Südamerika, 38. - Opuscula Zoologica 34: 125-127.
- 50. Csuzdi, Cs. & Zicsi, A. (2002): Earthworms (Oligochaeta: Lumbricidae) of the Ferto-Hanság National Park. - In. Mahunka, S. ed. The Fauna of the Ferto-Hanság national Park. Hungarian Naturalhistory Museum Budapest. pp. 165–168.
- 51. Csuzdi, Cs. & Szlávecz K. (2002): Diplocardia patuxentis sp. n., a new earthworm species from Maryland, North America (Oligochaeta: Acanthodrilidae). - Annales Historico-Naturales Musei Nationalis Hungarici 94: 45-51.
- 52. Csuzdi, Cs.& Szlávecz, K. (2003): Lumbricus friendi Cognetti, 1904 a new exotic earthworm in North America. – Northeastern Naturalists, 10(1): 77-82.
- 53. Pavlicek, T., Csuzdi, Cs. & Nevo, E. (2003): Species richness and zoogeographic affinities of earthworms in the Levant. – Pedobiologia, 47: 452-457.
- 54. Csuzdi, Cs. & Zicsi, A. (2003): Earthworms of Hungary (Annelida: Oligochaeta; Lumbricidae). – Hungarian Natural History Museum Budapest, pp 271.
- 55. Dózsa-Farkas, K., Török, J., Farkas, J., Nagy, D., Csuzdi, Cs., Hufnagel, J. & Bíró, J. (2003): A Tisza-parti fauna néhány jellegzetes csoportjának (Testacea, Oligochaeta, Collembola, Heteroptera, Mammalia) vizsgálata a márciusi ökológiai katasztrófára tekintettel. – In: Kálmán E. & Csanádi A. (eds.) A Tiszának és környezetének állapota a 2000 évi rendkívüli vízszennyezések után. Bay Zoltán Alapítvány Budapest, p. 52a-46.
- 56. Csuzdi, Cs. (2004): Towards a phylogenetic concept of Lumbricid systematics. - In: A.G. Moreno ans S. Borges (eds.) Advances in earthworm taxonomy (Annelida: Oligochaeta). Editolial Complutense Madrid, p. 333-346.

### 2005-2008
- 57. Csuzdi Cs. & Pavlicek, T (2005): Earthworms of Jordan. – Zoology in the Middle East, 34: 71-78.
- 58. Csuzdi, Cs. & Pavlicek, T. (2005): Earthworms from Israel II. Remarks on the genus Perelia Easton, 1983 with descriptions of a new genus and two new species. – Acta zool. hung. 51(2): 75-96.
- 59. Csuzdi, Cs. (2005): Earthworms (Annelida: Oligochaeta) from Sao Tomé. – J. Nat. Hist., 39(33): 3039-3058.
- 60. Szlavecz, K., Placella, S.A., Pouyat, R., Groffman, P., Csuzdi, Cs. and Yesilonis, I. (2006): Invasive earthworm species and nitrogen cycling in remnant forest patches. – Applied Soil Ecology, 32(6): 54-62.
- 61. Csuzdi, Cs. (2006): A review of the west african earthworm genus Millsonia Beddard, 1894 (Oligochaeta: Acanthodrilidae, Benhamiinae). Acta zool. hung., 52(1): 35-48.
- 62. Csuzdi Cs., Zicsi A. & Mısırlıoğlu, M. (2006): An annotated checklist of the earthworm fauna of Turkey (Oligochaeta: Lumbricidae). – Zootaxa, 1175: 1–29.
- 63. Cech, G., Csuzdi, Cs. & Márialigeti, K. (2006): Remarks on the molecular phylogeny of the genus Dendrobaena (sensu Pop 1941) based on the investigation of 18S rDNA sequences. – In VV. Pop &. A.A. Pop (eds.) Advances in earthworm taxonomy II. Univ. Press, Cluj, pp. 85–98.
- 64. Csuzdi, Cs., Pop, A.A., Pop, V.V., Zicsi, A. & Wink, M. (2006): Revision of the Dendrobaena alpina (Rosa) Species Group (Oligochaeta, Lumbricidae). – In. Pop, VV. & AA. Pop (eds.) Advances in earthworm taxonomy II. Univ. Press, Cluj pp. 119–128.  *65. Pop, A.A., Csuzdi, Cs., Wink, M. (2006): Remarks on the molecular phylogeny of Crassiclitellata families using the mitochondrial 16S rDNA gene (Oligochaeta, Opisthopora). – In. Pop, VV. & A.A. Pop, (eds.) Advances in earthworm taxonomy II. Univ. Press, Cluj, 143–154.
- 66. Pop, A.A., Csuzdi, Cs.,Wink, M.& Pop, V.V. (2006): An attemt to reconstruct the molecular phylogeny of the Genus Allolobophora (sensu lato, Pop, 1941) using 16S rDNA and COI sequences (Oligochaeta, Lumbricidae). – In. Pop, VV. & A.A. Pop (eds.) Advances in earthworm taxonomy II. Univ. Press, Cluj, pp. 155–166.
- 67. Mischis C.C., Csuzdi, Cs. & Arguello, G. (2006): A contribution to the knowledge of earthworm fauna (Annelida, Oligochaeta) from the Argentinian Patagonia. – In. Pop, VV. & AA. Pop (eds.) Advances in earthworm taxonomy II. Univ. Press, pp. 173–182.
- 68. Pavlíček, T. & Csuzdi, Cs. (2006): Earthworm Fauna of Jordan –A review. – In. Pop, VV. & AA. Pop (eds.) Advances in earthworm taxonomy II. Univ. Press, Cluj, pp. 183–188. PDF
- 69. Pavlíček, T.; Csuzdi, Cs. & Nevo, E. (2006): Prolonged diapause of earthworms as an adaptation to semiarid environments. A case study. – In. Pop, VV. & AA. Pop (eds.) Advances in earthworm taxonomy II. Univ. Press, Cluj, pp. 189–194.
- 70. Pavlicek, T. & Csuzdi, Cs. (2006): Species richness and zoogeographic affinities of earthworms in Cyprus. – Eur. J. Soil Biol. 42: S111-S116.
- 71. Csuzdi, Cs. & Pop, V.V. (2006): Earthworms of the Maramureş (Romania) (Oligochaeta, Lumbricidae). Studia Universitatis „Vasile Goldiş” 17(suppl): 37-42.
- 72. Csuzdi, Cs. (2006): Annotierter Katalog der Benhamiinae Arten in der Sammlung des Zoologischen Instituts und Museums von Hamburg (Oligochaeta: Acanthodrilidae). – Opuscula Zoologica 35: 19-33.
- 73. Tondoh, J.E., Monin Monin, L., Tiho, S., Csuzdi, Cs. (2007): Can earthworms be used as bio-indicators of land-use perturbations in semi-deciduous forest?  – Biology and Fertility of Soils, 43(5): 585-59.
- 74. Csuzdi, Cs., Pavlicek, T. & Nevo, E. (2007): Is Dichogaster bolaui (Michaelsen, 1891) the first domicole earthworm species? – Eur. J. Soil Biol. in press PDF
- 75. Blakemore, R.J., Csuzdi, Cs.,   Ito, M.T., Kaneko, N., Paoletti,M.G., Spiridonov, S.E., Uchida, T  & Van Praagh, B. D. (2007): Megascolex (Promegascolex) mekongianus Cognetti, 1922 - its extent, ecology and allocation to Amynthas (Clitellata/Oligochaeta: Megascolecidae). – Opuscula Zoologica Budapest, 36: 19-3076. Csuzdi Cs, Pop V V. (2007):  Remarks on the species Dendrobaena jeanneli Pop, 1948 and its proposed synonymy with Octolasion cyaneum (Savigny, 1826) (Oligochaeta: Lumbricidae).  – OPUSC ZOOL, 36, 103-104.
- 77. Pavlíček, T.; Csuzdi, Cs. & Nevo, E. (2007): Biodiversity of earthworms in the Levant. – Israel Journal of Ecology and Evolution, 52(3-4): 461-466.
- 78. Blakemore R J, Csuzdi Cs, Ito M T, Kaneko N, Kawaguchi T, Schlithuizen M. (2007):  Taxonomic status and ecology of Oriental Pheretima darnleiensis (Fletcher, 1886) and other earthworms (Oligochaeta: Megascolecidae) from Mt Kinabalu, Borneo. –ZOOTAXA, 1613, 23-44.
- 79. Pop V V, Pop A A, Csuzdi Cs. (2007): An updated viewpoint on the earthworm communities with the Dendrobaena alpina species group  (Oligochaeta,Lumbricidae) from the South-Eastern Carpathians. – EUR J SOIL BIOL, 43S, 53-56.
- 80. Csuzdi Cs, Pop V V. (2007): Redescription of Allolobophora dugesi getica Pop, 1947 and its allocation to the genus Cernosvitovia Omodeo, 1956 (Oligochaeta Lumbricidae).  – EUR J SOIL BIOL, 43S, 19-23.
- 81. Szlávecz K, Csuzdi Cs. (2007): Land use change affects earthworm communitiesin Eastern Maryland, USA. – EUR J SOIL BIOL, 43S, 79-85.
- 82. Pop A A, Cech G, Wink M, Csuzdi Cs, Pop V V Application of 16S, 18S rDNA and COI sequences in the molecular systematics of the earthworm family Lumbricidae (Annelida, Oligochaeta).  – EUR J SOIL BIOL, 43S, 43-52.
- 83. Csuzdi Cs. (2007):  Magyarország földigiliszta-faunájának áttekintése (Oligochaeta, Lumbricidae) ÁLLATTANI KÖZLEMÉNYEK, 92, 3-38.
- 84. Csuzdi. Cs., Pavlíček, T. & Mısırlıoğlu, M. (2007): Earthworms (Oligochaeta: Lumbricidae, Criodrilidae and Acanthodrilidae) of Hatay Province, Turkey, with description of three new lumbricids. – ACTA ZOOL HUNG,  53(4): 347-361.